# Novopol, Bârzula
Novopol (în ucraineană Новополь; între 1927–2016, Uhojanî, în ucraineană Ухожани) este un sat în comuna Balta din raionul Bârzula, regiunea Odesa, Ucraina. Anterior a purtat denumirea Uhojanî.

## Demografie
Componența lingvistică a localității Novopol
     Ucraineană (97,66%)
     Rusă (1,17%)
     Alte limbi (0,94%)
Conform recensământului din 2001, majoritatea populației localității Novopol era vorbitoare de ucraineană (97,66%), existând în minoritate și vorbitori de rusă (1,17%).